# Semitské jazyky
Semitské jazyky je samostatná podskupina afroasijských jazyků. Z jazykového hlediska je celkem přesně vymezena a zahrnuje živé i mrtvé jazyky. V semitských jazycích význam slova nesou souhlásky (souhláskový kořen) a proto zpravidla používají písma, ve kterých se zaznamenávají pouze souhlásky (arabské písmo, hebrejské písmo), samohlásky se doplňují až při čtení (vokalizace písma).
Název semitský pochází ze jména Šém, což byl podle bible jeden ze tří synů Noemových. Od Noema, jednoho z osmi přeživších lidského rodu biblické potopy, vzešli podle tohoto vyprávění všichni lidé, dělící se do tří skupin: Šém je praotcem Semitů, Chám praotcem Hamitů a Jáfet praotcem těch, které dnes obecně označujeme obvykle jako Indoevropany. Poprvé tento termín použil pro jazyky spřízněné s hebrejštinou Ludwig Schlözer v Eichhornově Repertoriu.

## Základní znaky
Semitské jazyky vykazují tyto základní charakteristické znaky:
- Význam slova nesou konsonanty; vokály pak slouží jen k detailnějšímu upřesnění významu. Základní vokály jsou tři: a, i, u. Dvojhlásky v pravém slova smyslu se v semitských jazycích nevyskytují.[5]
- Zvuk semitských jazyků je poměrně „temný“, což je dáno tím, že laryngály (ʔ       , h       , ħ       , ʕ       ) jsou v jiných jazycích vzácné, ח se jinde zřejmě vůbec nevyskytuje. Podobně je tomu u veláry kʼ       .
- Kořen slova sestává ze tří konsonantů (radikálů), některá zájmena a starobylá substantiva pak ze dvou. Jednotlivé tvary pak vznikají přidáváním prefixů, sufixů i infixů.
- Disponují širokou škálou tvarů sloves, díky níž jsou schopny vyjádřit i jemné nuance. Jde zejména o aktivum, pasivum, medium, reflexiv, intenziv, konativ, kauzativ.
- Rody rozlišují pouze dva: maskulinum a femininum, zatímco čísla tři: singulár, plurál a duál.
- Zájmena se vyskytují samostatně zpravidla v jen nominativu a akuzativu, pro vyjádření přivlastňovacího či předmětného vztahu se užívá zájmenného sufixu.
- Číslovky jsou zpravidla substantiva.
- Syntax je poměrně jednoduchá. Je postavena na používání genitivní vazby, kdy nejprve stojí řídící jméno ve statu constructu a na něj je navázáno řízené jméno ve statu absolutu. Časté jsou také jmenné věty (tj. bez spony), ve slovesných větách stojí na počátku zpravidla sloveso. V mechanismu spojování vět převládá souřadnost, vztažné věty jsou pak navazovány mnohdy zase skrze genitivní spojení.

## Souhláskové kořeny
Pro semitské jazyky jsou typické souhláskové kořeny, sestávající obvykle ze tří souhlásek (konsonantů), ale v malém množství existují i kořeny ze čtyř souhlásek a v některých jazycích i ze dvou. Slova se skloňují a časují hlavně doplňováním samohlásek mezi souhláskové kořeny, nikoli pouze přidáváním předpon a přípon, jak je obvyklé v indoevropských jazycích. Jako příklad může posloužit arabský (vlastně obecně semitský) kořen k-t-b, vztahující se ke psaní: kitáb "kniha", kutub "knihy", kátib "písař", kuttáb "písaři", kataba "on napsal", jaktubu "on píše", atd.

## Dělení
Níže uvedené dělení vytvořil Robert Hetzron roku 1976, později (1997) bylo doplněno dodatky (John Huehnergard) a je dnes nejvíce uznávaným, nicméně stále diskutovaným dělením.
Mrtvé jazyky jsou označeny †.

### Východosemitské jazyky
- akkadština † — babylónština • asyrština
- eblajština †

### Západosemitské jazyky
(středosemitské jazyky)

#### severozápadní semitské jazyky
- amuritština †
- ugaritština †
- kanaánské jazyky
  - féničtina † — punština †
  - amonitština †
  - moabština †
  - edomština †
  - hebrejština
- aramejština
  - západní aramejština
    - nabatejština †
    - středozápadní aramejština — židovská středopalestinská aramejština † • samaritánština † • křesťanská palestinská aramejština †
    - západní novoaramejština

  - východní aramejština — biblická aramejština † • hatranská aramejština † • syrština • židovská středobabylonská aramejština † • chaldejská novoaramejština • asyrská novoaramejština • senajština • koy sanjaq surat • hertevinština • turojština • mlahsö † • mandejština • judeo-aramejština

#### arabština
- fusha (spisovný jazyk) — klasická arabština † • střední arabština (nepoužívaná) • moderní standardní arabština
- dialekty moderní arabštiny
  - mašrikské arabské dialekty (východní arabština)
    - dialekty Arabského poloostrova — dhofarská arabština (Omán, Jemen) • hadramská arabština (Jemen) • hidžázská arabština (Saúdská Arábie) • nadždská arabština (Saúdská Arábie) • ománská arabština • san'ánská arabština (Jemen) • ta'izzijsko-adenská arabština (Jemen) • judeo-jemenská arabština
    - beduínské dialekty — východoegyptská beduínská arabština • poloostrovní beduínská arabština (Arabský poloostrov)
    - středoasijské dialekty — tádžická arabština • uzbecká arabština
    - egyptské dialekty (Káhira a delta Nilu) — saídská arabština)
    - dialekty Perského zálivu — baharnská arabština (Bahrajn) • arabština Perského zálivu • šíchijská arabština (Omán, SAE)
    - levantské dialekty
      - kyperská arabština (kypro-maronitská arabština)
      - severolevantská arabština (Libanon, Sýrie) — libanonská arabština
      - jiholevantská arabština (Jordánsko, Palestinská autonomie, Izrael) — palestinská arabština

    - irácká arabština - Irák
    - severomezopotámská arabština - severní Irák, Sýrie
    - judeo-irácká arabština
    - súdánská arabština

  - maghrebské arabské dialekty (západní arabština)
    - alžírská arabština
    - saharská arabština
    - šoanská arabština - Čad
    - hasanijská arabština - Mauritánie a Sahara
    - libyjská arabština
    - judeo-tripolská arabština - židovský dialekt v Libyi
    - andaluská arabština †, někdejší jazyk Pyrenejského poloostrova
    - sicilská arabština † — maltština (samostatný jazyk)
    - marocká arabština
    - judeo-marocká arabština
    - tuniská arabština
    - judeo-tuniská arabština
    - judeo-arabština - souhrnné označení židovských dialektů arabštiny

### Jihosemitské jazyky
- jihozápadní semitské jazyky
  - staré jihoarabské jazyky † — sabejština † • minejština † • qatabanština † • hadhramautština †
  - etiopské jazyky
    - severní etiopské jazyky — ge'ez † (stále používaný v náboženství) • tigrajština • dahlik
    - jižní etiopské jazyky
      - amharsko-argobbské jazyky — amharština (etiopský národní jazyk) • argobbština
      - harari-východní gurage
        - harari
        - východní gurage — seltština • zwayština • ulbarština • wolanština • inneqorština

      - skupina n — gafatština † • soddština • goggotština
      - skupina tt
        - mesmeština †
        - muherština
        - západní gurage
          - masqanština (CPWG)
            - vnitřní západní gurage — ezha • chaha • gura • gumer
            - vnější západní gurage — gyeto • ennemor • endegen
- jihovýchodní semitské jazyky
  - batharština
  - harsuština
  - hobyotština
  - džibbalština — mehri • suqutri